# James Murdoch Arthur Durrant
James Murdoch Arthur Durrant, avstralski general, * 17. marec 1885, † 17. september 1963.